# Jugwang-myeon
Jugwang-myeon (koreanska: 죽왕면) är en socken i Sydkorea. Den ligger i kommunen Goseong-gun och provinsen Gangwon, i den norra delen av landet, 160 km nordost om huvudstaden Seoul.